# Benjamin Veitel Ephraim
Benjamin Veitel Ephraim (* 1742 in Berlin; † 1811 ebenda) war königlich preußischer Hoffaktor, Diplomat und Unternehmer. Er war ein erfolgreicher Heereslieferant unter den preußischen Königen Friedrich dem Großen, dessen Neffen Friedrich Wilhelm II. und dessen Sohn Friedrich Wilhelm III.

## Leben
Er war der Sohn und Erbe des preußischen Hoffaktors Nathan Veitel Heine Ephraim, der Friedrich dem Großen bei der Finanzierung des Siebenjährigen Krieges u. a. durch die Herstellung gefälschter Münzen (sog. Ephraimiten) behilflich war. 1757 wurde Benjamin von seinem Vater in die Münzstätte Leipzig geschickt. Im Jahr 1761 zog er nach Amsterdam, wo er die Kaufmannstochter Jeanette Gutche Phillipp (1743–1812) heiratete und einen Zweig der Firma gründete. Mit seiner Ehefrau hatte er mehrere Kinder, darunter die Töchter Edel [Adele, Adelheid] (1763–1840), später verh. mit einem Major Philipp; Jente [Sophie Jeannette] (1764–1843), 1792 verheiratet mit Johann Stieglitz, Obermedizinalrat in Hannover; Elka [Angelika] (1774–?), verheiratet 1804 mit Jehuda Saul (später Julius Eduard Saulsohn).
1764 erhielt Benjamin Veitel eine Konzession zur Anlage einer Silberraffinerie in Berlin. Im selben Jahr erwarb er einige wertvolle Bilder bereits bekannter Maler wie Caravaggio, Poelenburgh und Roelant Savery. 
1767 kaufte Benjamin Veitel seinem Schwiegervater eine Silberschmelzhütte in Muiden ab und nahm Johann Heinrich Müntz in Dienst als Metallurg. Zwei Jahre später floh er aus Holland, nachdem er versucht hatte, einen Versicherungsunternehmer zu betrügen. Ephraim behauptete später in seinen Lebenserinnerungen, er sei im Jahr 1768 nach Berlin zurückgekommen. Wie schon sein Vater so stellte auch Benjamin nach der ersten Teilung Polens (1772) für die preußischen Gebiete Polens neue, verfälschte Münzen mit nachgeschnittenem Münzstempel her. Ephraim lieferte Getreide, bezahlt mit Scheidemünzen.
Als äußerst wohlhabender Jude in Preußen hatte Ephraim bald viele Neider und Feinde. Doch mit seinen ständigen Denkschriften und Verbesserungsvorschlägen an die preußische Regierung mehrte er selbst den Hass auf sich. So machte er beispielsweise Vorschläge zur Verbesserung der preußischen Tresorscheine (Geldscheine), die als Holzschnitt-Drucke sehr primitiv waren). Er dachte dabei an Geheimzeichen, die nur von Experten, nicht aber von Betrügern erkannt werden konnten. Doch jeder Ratschlag, die Geldscheine fälschungssicher zu machen, wurde von der Regierung bzw. ihren Ministern, allen voran vom später als Reformer bekannt gewordenen Karl Reichsfreiherr vom Stein, als Einmischung und Kritik empfunden und abgelehnt.
Ephraim, der als überzeugter Patriot eben jenes Staates, dem er als Jude nicht angehören durfte, sich sein Leben lang für die Jüdische Emanzipation einsetzte und in dessen Berliner Salon, im Ephraimpalais, sich die aufgeklärte und auch den Juden gegenüber aufgeschlossene Berliner Gesellschaft traf, geriet in die Mühlen zwischen Spionageverdacht, politischen Anfeindungen und Intrigen: Er wurde schließlich als Parteigänger der Französischen Revolution verunglimpft und – auf einer Fahrt zurück nach Berlin – als französischer Spion verhaftet. Als Diplomat hatte er sich zuvor im post-revolutionären Paris für einen Ausgleich zwischen Frankreich und Preußen eingesetzt. Kurz vor seinem Tod musste er schließlich Konkurs anmelden. Er starb als armer und geächteter Mann. Seiner Witwe blieb nur wenig von dem ursprünglich großen Vermögen und den Kunstsammlungen ihres Mannes.
Ephraim gründete in Potsdam eine Industrieschule in Verbindung mit der Manufaktur Brabanter Spitzen. Im Jahr 1779 nahm er arbeitsuchende jüdische Mädchen und Frauen aus den kurz zuvor annektierten polnischen Gebieten in seiner Spitzenmanufaktur auf. Mit dem Hinweis auf die Nützlichkeit seiner 700 bis 1.500 Beschäftigten für den Staat gelang es ihm, die Ausweisungsbefehle Friedrichs II. abzuwenden.
Benjamins Bruder Ephraim Veitel Ephraim (1729–1803) verfasste am 6. Februar 1799 sein Testament, in dem er die Gründung einer gemeinnützigen milden Stiftung (Ephraim Veitel Stiftung) verfügte, die sich der Unterstützung von Jugendlichen und der Entwicklung der Bildung und Wissenschaft widmete. Für diesen Zweck stellte er einen größeren Geldbetrag zur Verfügung, der nach seinem Tod wirksam werden sollte. In der NS-Zeit musste die Stiftung arisiert werden (also einen Arischen Vorstand bekommen), um weiter bestehen zu können.
Angeleitet durch den Philosophen und jüdischen Aufklärer Moses Mendelssohn und den Dichter Gotthold Ephraim Lessing versuchte sich Benjamin Veitel Ephraim auch als Literat und schrieb ein Drama.
Während seiner Haft schrieb Benjamin Veitel Ephraim in der Gefängniszelle seine Autobiografie Ueber meine Verhaftung und einige andere Vorfälle meines Lebens (Berlin 1807), die schon im Folgejahr in einer zweiten, ergänzten Auflage erschien und später sogar ins Französische übersetzt wurde.